# Ахмедабад
Ахмедабад (хинд. अहमदाबाद) је највећи град у индијској држави Гуџарат. Ужи део града је имао 3,77 милиона становника (процена 2006). Ахмедабад је пословни и трговачки центар Гуџарата. Град је под британском управом добио назив „Манчестер Истока“ због своје изузетно развијене текстилне индустрије. Ахмедабад је постао важан економски и индустријски центар Индије. Он је други по величини произвоње памука у Индији, и његова берза је друга по старости у Индији. Ефекти либеризације индијске економије су ојачали градску економију у три сектора: трговина, комуникације и грађевинарство. Повећање популације у Ахмедабаду је довело до повећања стопе грађевинске изградње, као недавној појави небодера. Крикет је популарни спорт у Ахмедабад. У граду се налази Сардар Пателов стадијум са 54.000 седишта.
Ахмедабад је административно седиште дистрикта Ахмедабад и седиште Вишег суда Гуџарата. Ахмедабад са 5.570.585 становника (према попису становништва из 2011. године) је пети најнасељенији град у Индији, а свеобухватна популација урбане агломерације процењена на 6.357.693 је седма по стопи градске насељености у Индији. Број становника Ахмедабада из 2024. се процењује на 8.854.444. Ахмедабад се налази близу обала реке Сабармати, 25 km (16 mi) од главног града Гуџарата, Гандинагара, познатог и као његов град близанац.
Ахмедабад се појавио као важно економско и индустријско средиште у Индији. То је други највећи произвођач памука у Индији, због чега је био познат као 'Манчестер Индије' заједно са Канпуром. Ахмедабадска берза (пре него што је затворена 2018. године) била је друга најстарија у земљи. Крикет је популаран спорт у Ахмедабаду; новоизграђени стадион, под називом Нарендра Моди стадиум, у Мотери може да прими 132.000 гледалаца, што га чини највећим стадионом на свету. Спортска енклава светске класе Сардар Валабаји Пател је тренутно у изградњи и када буде завршена, биће један од највећих спортских центара (Спортски град) у Индији. Ефекти либерализације индијске привреде покренули су привреду града ка активностима терцијарног сектора као што су трговина, комуникације и грађевинарство. Повећана популација Ахмедабада резултирала је повећањем грађевинске и стамбене индустрије, што је резултирало развојем небодера.
У 2010. Ахмедабад је био трећи на Форбсовој листи најбрже растућих градова деценије. Тајмс Индије је 2012. године изабрао Ахмедабад као најбољи индијски град за живот. Бруто домаћи производ метроа у Ахмедабаду процењен је на 68 милијарди долара у 2020. години. Године 2020, Ахмедабад је рангиран као трећи најбољи град у Индији за живот према Индексу лакоће живота. У јулу 2022. магазин Тајм је уврстио Ахмедабад на своју листу 50 највећих места на свету 2022. године.
Ахмедабад је изабран као један од стотину индијских градова који ће се развити као паметан град у оквиру водеће Мисије паметних градова Владе Индије. У јулу 2017. године, историјски град Ахмедабад, или Стари Ахмедабад, проглашен је градом светске баштине Унеска.

## Географија

### Клима
Ахмедабад има топлу, полусуву климу (Кепенова класификација климата: ), са маргинално мање кише него што је неопходно за тропско саванску климу. Постоје три главне сезоне: лето, монсуни и зима. Осим монсунске сезоне, клима је екстремно сува. Време је топло од марта до јуна; просечни летњи максимум је 43 °C (109 °F), а просечни минимум је 24 °C (75 °F). Од новембра до фебруара, просечна температура је 30 °C (86 °F), просечни минимум је 13 °C (55 °F), и клима је екстремно сува. Хладни северни ветрови су одговорни за благо хладан јануар. Југоисточни монсун доноси влажну климу од средине јуна до средине септембра. Просечне годишње падавине су око 800 mm (31 in), мада понекад тешке кише узрокују изливање локалних река и поплаве. С друге стране, није неуобичајено да дође до суша кад се кад се монсун не прошири довољно далеко на запад. Највиша температура у граду је забележена 18. и 19. маја 2016. од 50 °C (122 °F).
| Клима Ахмедабада (1981–2010)                                                           | Клима Ахмедабада (1981–2010) | Клима Ахмедабада (1981–2010) | Клима Ахмедабада (1981–2010) | Клима Ахмедабада (1981–2010) | Клима Ахмедабада (1981–2010) | Клима Ахмедабада (1981–2010) | Клима Ахмедабада (1981–2010) | Клима Ахмедабада (1981–2010) | Клима Ахмедабада (1981–2010) | Клима Ахмедабада (1981–2010) | Клима Ахмедабада (1981–2010) | Клима Ахмедабада (1981–2010) | Клима Ахмедабада (1981–2010) |
| Показатељ \ Месец                                                                      | .Јан.                        | .Феб.                        | .Мар.                        | .Апр.                        | .Мај.                        | .Јун.                        | .Јул.                        | .Авг.                        | .Сеп.                        | .Окт.                        | .Нов.                        | .Дец.                        | .Год.                        |
| -------------------------------------------------------------------------------------- | ---------------------------- | ---------------------------- | ---------------------------- | ---------------------------- | ---------------------------- | ---------------------------- | ---------------------------- | ---------------------------- | ---------------------------- | ---------------------------- | ---------------------------- | ---------------------------- | ---------------------------- |
| Апсолутни максимум, °C (°F)                                                            | 36,1 (97)                    | 40,6 (105,1)                 | 43,9 (111)                   | 46,2 (115,2)                 | 50,0 (122)                   | 47,2 (117)                   | 42,2 (108)                   | 40,4 (104,7)                 | 41,7 (107,1)                 | 42,8 (109)                   | 38,9 (102)                   | 35,6 (96,1)                  | 50,0 (122)                   |
| Максимум, °C (°F)                                                                      | 28,1 (82,6)                  | 30,8 (87,4)                  | 35,8 (96,4)                  | 39,6 (103,3)                 | 41,6 (106,9)                 | 38,8 (101,8)                 | 33,6 (92,5)                  | 32,0 (89,6)                  | 33,8 (92,8)                  | 35,7 (96,3)                  | 32,9 (91,2)                  | 29,5 (85,1)                  | 34,4 (93,9)                  |
| Минимум, °C (°F)                                                                       | 12,4 (54,3)                  | 14,3 (57,7)                  | 19,5 (67,1)                  | 23,9 (75)                    | 27,0 (80,6)                  | 27,5 (81,5)                  | 25,9 (78,6)                  | 25,0 (77)                    | 24,7 (76,5)                  | 21,4 (70,5)                  | 16,7 (62,1)                  | 13,4 (56,1)                  | 21,0 (69,8)                  |
| Апсолутни минимум, °C (°F)                                                             | 3,3 (37,9)                   | 2,2 (36)                     | 9,4 (48,9)                   | 12,8 (55)                    | 19,1 (66,4)                  | 19,4 (66,9)                  | 20,4 (68,7)                  | 21,2 (70,2)                  | 17,2 (63)                    | 12,6 (54,7)                  | 8,3 (46,9)                   | 3,6 (38,5)                   | 2,2 (36)                     |
| Количина кише, mm (in)                                                                 | 1,0 (0,039)                  | 0,8 (0,031)                  | 0,6 (0,024)                  | 2,4 (0,094)                  | 7,0 (0,276)                  | 80,0 (3,15)                  | 291,2 (11,465)               | 266,2 (10,48)                | 86,8 (3,417)                 | 11,7 (0,461)                 | 2,3 (0,091)                  | 1,0 (0,039)                  | 750,9 (29,563)               |
| Дани са кишом                                                                          | 0,1                          | 0,1                          | 0,0                          | 0,4                          | 0,6                          | 3,9                          | 11,5                         | 10,7                         | 5,0                          | 0,8                          | 0,4                          | 0,2                          | 33,6                         |
| Релативна влажност, %                                                                  | 49                           | 43                           | 37                           | 41                           | 47                           | 62                           | 77                           | 81                           | 71                           | 53                           | 48                           | 50                           | 55                           |
| Сунчани сати — месечни просек                                                          | 287,3                        | 274,3                        | 277,5                        | 297,2                        | 329,6                        | 238,3                        | 130,1                        | 111,4                        | 220,6                        | 290,7                        | 274,1                        | 288,6                        | 3.019,7                      |
| Извор #1: Индијски метеоролошки департман (рекорди високих и ниских вредности до 2010) |                              |                              |                              |                              |                              |                              |                              |                              |                              |                              |                              |                              |                              |
| Извор #2: (сунчаност и влажност 1971–1990), IEM ASOS (May record high)                 |                              |                              |                              |                              |                              |                              |                              |                              |                              |                              |                              |                              |                              |

## Историја
Подручје око Ахмедабада насељено је од 11. века. На месту модерног Ахмедабада основан је најпре град Карнавати. На томе месту поново је основан град 1411. као главни град султаната Гуџарат. Основао га је султан Ахмед Шах. Могулски цар Ахбар Велики је заузео град 1573. Током могулске власти Ахмедабад је постао богати трговачки град, чији текстил се извозио и до Европе. Могулски цар Шах Џахан провео је део живота у Ахмедабаду градећи Моти Шахи Махал. Војска од Марата је заузела град и окончала власт Могула. Унутрашњи сукоби довели су до разарања дела града. Глад из 1630. је такође тешко погодила град. Британска источноиндијска компанија је заузела град 1818. Под британском управом модернизирана је градска инфраструктура. Ахмедабад постаје важан центар, а 1864. успостављена је железничка веза са Бомбајем. Због јаке текстилне индустрије град добија назив „Манчестер Истока“. Град је био поприште жестоких сукоба, јер је индијски покрет за независност имао јаке корене у Ахмедабаду. Махатма Ганди је 1930. започео чувени протест прикупљања соли крећући се баш из Ахмедабада. Када је држава Бомбај расцепљена на више држава Ахмедабад је био главни град Гуџурата до 1970. Разорни земљотрес од 6,9 степени по Рихтеровој скали је 26. јануара 2001. усмртио 752 људи у Ахмедабаду и срушио је бројне зграде у Ахмедабаду. У Гуџарату је дошло до великог насиља почетком 2002. Најпре је група муслимана 27. фебруара 2002. запалила воз и при томе убила 58 хиндуса. Дошло је до освете и међусобног убијања у коме је страдало око 1.000 људи, а страдале су и џамије.

### Топонимија
На основу реликвија пронађених у неколико квартова старог града и писања персијског историчара ал-Бирунија, претпоставља се да је рано насеље племенске групе Бил било познато као Ашавал.
Према Мерутунги, Карна, Чаулукија (Соланки) владар Анхилваде (савременог Патана), успешно је покренуо војну кампању против Ашавала и основао град у близини који се зове Карнавати. Локација Карнаватија није дефинитивно позната. Референце из 14. и 15. века помињу Ашавал, али не помињу Карнавати.
Ахмад Шах I из Гуџаратског Султаната пренео је свој главни град из Анхилваде у Ашавал 1411. године; као што је био обичај, град је касније преименован у Ахмедабад по султану.

### Рана историја
Подручје око Ахмедабада било је насељено од 11. века, када је било познато као Ашавал. У то време, Карна, Чаулукја (Соланки) владар Анхилваре (савременог Патана), водио је успешан рат против билског краља Ашавала, и основао град по имену Карнавати на обалама Сабарматија. Владавина Соланкија је трајала до 13. века, када је Гуџарат дошао под контролу династије Вагела од Долка. Гуџарат је касније дошао под контролу Делхијског султаната у 14. веку. Међутим, у раном 15. веку, локални муслимански гувернер Зафар Кан Музафар успоставио је своју независност од Делхијског султаната и крунисао се за султана Гуџарата као Музафар Шах I, чиме је основао династију Музафарида. Године 1411, област је дошла под контролу његовог унука, султана Ахмеда Шаха, који је одабрао шумовито подручје дуж обала реке Сабармати за своју нову престоницу. Положио је темеље новог града ограђеног зидинама у близини Карнаватија и назвао га Ахмедабад по себи. Према другим верзијама, он је граду дао име по четири муслиманска светаца на том подручју који су сви имали име Ахмед. Ахмед Шах I је положио темељ града 26. фебруара 1411. (у 13.20, четвртак, други дан Зул-Кида, хиџретска година 813.) у Манек Бурџу. Манек Бурџ је добио име по легендарном хиндуистичком свецу из 15. века, Манекнату, који је интервенисао да помогне Ахмеду Шаху I да изгради тврђаву Бадра 1411. године. Ахмед Шах I га је изабрао за нову престоницу 4. марта 1411. године. Чандан и Рајеш Нат, 13. генерација потомака Светог Манекната, сваке године изводе пују и подижу заставу на Манек Бурџ на дан оснивања Ахмедабада и за фестивал Виџајадашами.
Године 1487, Махмуд Бегада, унук Ахмед Шаха, утврдио је град спољним зидом од 10 km (6,2 mi) у обиму, који је садржао дванаест капија, 189 бастиона и преко 6.000 бедема. Године 1535, Хумајун је накратко заузео Ахмедабад након што је заузео Чампанер када је владар Гуџарата, Бахадур Шах, побегао у Диу. Ахмедабад је затим поново окупирала династија Музафарида све до 1573. године када је Гуџарат освојио могулски цар Акбар. Током могулске владавине, Ахмедабад је постао један од напредних центара царства, углавном у погледу текстила, који се извозио чак у Европу. Могулски владар Шах Џахан провео је врхунац свог живота у граду, спонзирајући изградњу Моти Шахи Махале у Шахибаугу. Деканска глад из 1630–32. погодила је град, као и глад 1650. и 1686. године. Ахмедабад је остао покрајински штаб Могула све до 1758. године, када су они предали град Маратима.

### Модерна историја
Током периода владавине Марата царства, град је постао центар сукоба између Пешва из Пуне и Гаеквада из Барода. Године 1780, током Првог Англо-маратског рата, британске снаге под командом Џејмса Хартлија упале су и заузеле Ахмедабад, али је на крају рата враћен Маратима. Британска источноиндијска компанија преузела је град 1818. током Трећег англо-маратског рата. Војни кантон је основан 1824. године, а општинска власт 1858. године. Инкорпориран у Бомбајско председништво током британске владавине, Ахмедабад је постао један од најважнијих градова у региону Гуџарат. Године 1864, железничку везу између Ахмедабада и Мумбаја (тадашњег Бомбаја) успоставила је Железница Бомбаја, Барода и Централне Индије (BB&CI), омогућавајући саобраћај и трговину између северне и јужне Индије преко града. Временом се град успоставио као дом текстилне индустрије у развоју, због чега је добио надимак „Манчестер Истока“.
Индијски покрет за независност развио је корене у граду када је Махатма Ганди основао два ашрама – Кокраб ашрам у близини Палдија 1915. и Сатјаграха ашрам (данас Сабармати ашрам) на обалама Сабарматија 1917. – који ће постати центри националистичких активности. Током масовних протеста против Роулатовог закона 1919. године, текстилни радници су спалили 51 владину зграду широм града у знак протеста због британског покушаја да продуже ратне прописе након Првог светског рата. Током 1920-их текстилни радници и наставници су штрајковали тражећи грађанска права, боље плате и услове рада. Године 1930, Ганди је покренуо Салт Сатјаграха из Ахмедабада полазећи из свог ашрама на Данди Салт поход. Градска администрација и економске институције су онеспособљене почетком 1930-их због великог броја људи који су изашли на улице у мирним протестима, и поново 1942. током Покрета напуштања Индије.

#### Након независности
Након независности и поделе Индије 1947. године, град је био погођен интензивним комуналним насиљем које је избило између Хиндуса и Муслимана 1947. Ахмедабад је био центар насељавања хиндуистичких миграната из Пакистана, који су проширили становништво града и трансформисали своју демографију и привреду.
До 1960. године Ахмедабад је постао метропола са нешто мање од пола милиона људи, са класичним и колонијалним зградама у европском стилу које су се нижу уз градске саобраћајнице. Изабран је за главни град Гуџарата након поделе државе Бомбај 1. маја 1960. године. У овом периоду у граду је основан велики број образовних и истраживачких институција, чиме је постао центар високог образовања, науке и технологије. Економска основа Ахмедабада постала је разноврснија оснивањем тешке и хемијске индустрије у истом периоду. Многе земље су настојале да се угледају на индијску стратегију економског планирања, а једна од њих, Јужна Кореја, копирала је Ахмедабадов други „петогодишњи план“. Након стицања независности Ахмедабад је доживео развој у производњи и инфраструктури.
Крајем 1970-их, главни град се преселио у новоизграђени град Гандинагар. Ово је означило почетак дугог периода опадања у Ахмедабаду, обележеног недостатком развоја. Агитација Навнирмана из 1974. – протест против повећања цена хране у хостелу за 20% у Л.Д. Инжењерски факултет у Ахмедабаду – прерастао у покрет за смену Чиманбаја Патела, тадашњег главног министра Гуџарата. Током 1980-их, у земљи је уведена резерватска политика, што је довело до протеста против резервата 1981. и 1985. Протести су били сведоци насилних сукоба између људи који припадају различитим кастама. Град је био значајно погођен земљотресом у Гуџарату 2001. године; око 50 вишеспратница се срушило, убивши 752 особе и наневши велику штету. Следеће године, тродневни период насиља између Хиндуса и Муслимана у западној индијској држави Гуџарат, познат као Гуџаратски немири 2002, проширио се на Ахмедабад; у источној Чаманпури, 69 људи је убијено у масакру Гулбарг друштва 28. фебруара 2002. године. Око града су постављени избеглички кампови у којима је смештено 50.000 муслимана, као и неки мали хиндуистички кампови.
Бомбашки напади у Ахмедабаду 2008. године, серија од седамнаест експлозија бомби, убили су и ранили неколико људи. Терористичка група Харкат-ул-Џихад преузела је одговорност за нападе.
Ахмедабад је један од ретких градова у Индији који је угостио премијере великих економија као што су САД, Кина и Канада. Председник Доналд Трамп је 24. фебруара 2020. постао први председник САД који је посетио град. Догађај је назван Намасте Трумп. Раније су град посетили председник Си Ђинпинг и премијер Џастин Трудо.

## Становништво
Према незваничним резултатима пописа, у граду је 2011. живело 5.570.585 становника.
| 1991.     | 2001.     | 2011.     |
| --------- | --------- | --------- |
| 2.966.312 | 3.637.483 | 5.570.585 |

Око 440.000 људи живи у нехигијенским насељима око града. Има 11,4% муслимана и 84,6% хиндуиста.

## Привреда
Највећи је копнени индустријски центар западне Индије. Текстилна индустрија има историјски значај, јер Ахмедабад је био Манчестер истока. Хемијска и фармацеутска индустрија су изузетно развијене. Две највеће фармацеутске компаније у Индији имају седиште у Ахмедабаду. У новије време Ахмедабад постаје значајан и у сектору информационих технологија, тако да је 2002. рангиран као пети град у Индији по степену компетитивности за сектор ИТ услуга.

## Култура
Много грађевина из прошлости је било грађено мешавином исламске архитектуре са индијским стиловима. Из британског раздобља постоје грађевине викторијанске архитектуре. У новије време постоје модерне грађевине које су конструисане према дизајну чувених светских архитекта Ле Корбизјеа, Луја Кана и Чарлса Кореје.

## Партнерски градови
- Ваљадолид
- Астрахан
- Рио де Жанеиро
- Коламбус
- Џерзи Сити